# Kitamura Tokoku
Kitamura Tokoku (北村 透谷?  29 de diciembre de 1868 – 16 de mayo de 1894) fue el seudónimo de Kitamura Montarō (北村門太郎), un poeta y ensayista japonés, y uno de los fundadores del movimiento literario romántico moderno japonés en el tardío periodo Meiji de Japón.

## Vida
Provenía de una familia de clase samurái del Distrito Ashigarashimo, Kanagawa (hoy en día parte de Odawara, en la Prefectura Kanagawa), Kitamura estuvo interesado en política liberal desde una edad temprana, y jugó una función menor en el Movimiento por la libertad y los derechos del pueblo. Estudió en el Tōkyō Senmon Gakkō (el cual más tarde se convertiría en la Universidad de Waseda), pero fue expulsado debido a su visión política radical. Después de casi un año de enérgicas actividades políticas, las cuales implicaban ocasionalmente el robo para recaudar fondos, empezó a cuestionarse el propósito del movimiento y lo abandonó para convertirse en escritor. Fue también bautizado como cristiano en 1888.

## Carrera literaria
Kitamura se casó con Ishizaka Mina a la edad de 19 años, en 1888, y en ese mismo año se publicó el poema Soshū ningún shi ("El Poema del Prisionero"), el cual fue el poema japonés más largo escrito en verso libre hasta ese momento. A esto le siguió el drama poético Hōrai kyoku ("El Drama del Monte Hōrai"). Dijo estar influenciado por los trabajos de Byron, Emerson y Carlyle; el cristianismo de su mujer también le influyó mucho en sus puntos de vista.
Kitamura pasó de la poesía a los ensayos, y escribió trabajos exaltando los puntos de vista de "abrazo a la vida" occidentales, sobre los puntos de vista que "niegan la vida" del budismo y del pensamiento tradicional japonés sintoista. Sus intentos de explorar la naturaleza del yo y el potencial del individuo, particularmente en su trabajo seminal Naibu seimei ron ("Teoría de Vida Interior"), son considerados por algunos como el punto de partida de la literatura japonesa moderna. Kitamura estuvo también atraído por el movimiento Cuáquero, y fundó una sociedad pacifista, la Asociación de la Paz del Japón (日本平和会) en 1889.
Fue un cercano socio de Shimazaki Tohijo, al cual influyó fuertemente hacia el movimiento literario romántico.
Kitamura fue contratado como profesor de inglés en la Escuela de Chicas de los Amigos en 1890. Frecuentó la Iglesia cristiana Azabu. En 1893 asumió el cargo de Shimazaki Tōhijo en la Escuela de Chicas Meiji  (ahora llamada Universidad Meiji Gakuin). También envió críticas literarias a la revista literaria Bungakukai, revista en cuya creación participó junto a Shimazaki Tōhijo en 1893. En esos momentos comenzó a mostrar signos de inestabilidad mental y depresión.
Antes del amanecer del 16 de mayo de 1894, Tokoku se ahorcó en el jardín de su casa cercana al Parque Shiba en Tokio. Su tumba se encuentra en el templo de Zuisho-ji en Shirokane, Tokio.